# Rifle
Rifle è stata un'azienda italiana di abbigliamento denim e casualwear.

## Storia

### Gli inizi
All'inizio Giulio Fratini, originario di Campi Bisenzio, cominciò a comprare a peso i vestiti usati dei soldati statunitensi per rivenderli come stracci a Prato. Scoprì così i jeans prodotti dalla Coney Mills, una società della Carolina del Nord. S'imbarcò allora su una nave con il fratello, arrivò negli Stati Uniti e si recò a Greensboro dove raggiunse un accordo e cominciò a importare il denim. Nel 1949 fu così fondata a Prato dai due fratelli l'azienda con il nome di Confezioni Fratini.
Alla fine degli anni cinquanta, con il trasferimento della sede a Barberino di Mugello, l'impresa mutò denominazione in Super Rifle s.p.a. e, successivamente, in Rifle s.r.l. Il marchio Rifle fu scelto perché indicava il mondo del West ma nella produzione di jeans furono utilizzati anche altri marchi attinenti al mondo del West: Rocky, Winchester, Giant, Colt.

### Il successo
Il marchio Rifle ebbe un successo crescente dagli anni sessanta fino agli anni ottanta, periodo di massima distribuzione dell'azienda. In tale contingenza, infatti, oltre alle vendite classiche dei suoi articoli, soprattutto i jeans, particolarmente apprezzati per la loro comodità e resistenza, la moda casual da una parte ed i movimenti quali quello dei paninari dall'altra, ne fecero uno dei prodotti più venduti.
Il successo non si limitò all'Italia, perché il desiderio di questa tipologia di abbigliamento portò la domanda anche in altri paesi; oltre a Svizzera, Regno Unito, Israele e Paesi Bassi, dove i capi venivano venduti fin dagli anni settanta, nell'ex-URSS, in Bulgaria, Polonia, Cecoslovacchia e nel resto dell'Europa orientale, la richiesta fu elevata, al punto che vennero aperti negozi e spacci. In Russia la Rifle fu una delle prime aziende ad aprire un punto vendita, nel 1988 riuscì a vendere nei magazzini Gum di Mosca tre milioni di capi.

### In difficoltà
Negli anni novanta la presenza di monomarca in tali paesi si ridusse progressivamente, complice la possibilità di esportare abiti ed accessori vendendoli direttamente alle grandi catene di distribuzione. Inoltre in quegli anni si ridussero le richieste dei jeans come capi d'abbigliamento, minando le vendite della Rifle. Alla fine degli anni novanta una profonda crisi mise in difficoltà la SuperRifle spa; il 17 luglio 2000, con decreto, venne approvato il programma di riorganizzazione aziendale della Super Rifle.
Alla fine degli anni novanta gli eredi dei due fondatori si separarono: da una parte gli eredi di Giulio, dall'altra quelli di Fiorenzo. E il core business per i Fratini diventarono gli immobili, gli hotel e le energie rinnovabili. Corrado Fratini, figlio di Fiorenzo, comprò nel 2004 i gioielli Van Cleef & Arpels, poi ceduti a Cartier. Sandro Fratini, figlio di Giulio, creò una catena alberghiera chiamata Wtb ("Why the best hotel"), formata da una decina di strutture dai 3 ai 5 stelle, con sedi a Firenze, Venezia, Roma e amministrata dalla moglie..

### Anni di crisi
Nei primi anni del Duemila il management dell'azienda tentò il rilancio di marchi italiani oramai decaduti, quali Americanino, in paesi terzi, ed iniziò anche l'apertura di punti vendita dedicati negli outlet. Ma le difficoltà non furono superate. Nel 2012 l'azienda fatturò 34 milioni di euro ma con sette milioni di perdita e un indebitamento salito fino a 15 milioni. Si rese quindi necessaria la liquidazione della società e la creazione di una nuova azienda: la Rifle srl. Venne raggiunto un accordo con i sindacati sugli esuberi e la nuova società, controllata sempre dalla famiglia Fratini, riassorbì il 50% del personale impiegato nella sede di Barberino (cioè 25 dipendenti su 48) più gli addetti dei negozi (25 punti vendita in Italia e 4 all'estero), in tutto 152 persone. L'accordo, operativo dal 2013, fu accompagnato dal tentativo dell'azienda di attirare nuovi capitali.
Nel tentativo di ricuperare fette di mercato, in seguito la Rifle si impegnò in un vero e proprio restyling del logo per riposizionare il marchio in un contesto più legato al mondo sportswear, allargando la produzione anche ad altre tipologie di giubbotti, pantaloni, scarpe ed accessori e affidando la guida alla terza generazione dei Fratini, Giulio.

### Ad un investitore svizzero
Nel settembre 2017 è entrata con il 44% nel capitale dell'azienda, che nel 2016 ha fatturato 21 milioni di euro realizzati per il 95% in Italia, una holding di partecipazioni svizzera. Come Amministratore Delegato è stato chiamato Franco Marianelli.
Pochi mesi più tardi, nel febbraio 2018, la Holding svizzera ha incrementato la partecipazione al 55%, diventando quindi azionista di maggioranza.
Nel febbraio 2020 la Holding svizzera ha poi ceduto la sua partecipazione di maggioranza alla società italiana VF Holding Srl.

### Il fallimento
Il 1º ottobre 2020 il tribunale di Firenze dichiara ufficialmente il fallimento dell'azienda. Il Giudice dispone l'esercizio provvisorio.

### Acquisizione del marchio
Nel febbraio 2022 il marchio Rifle è stato acquisito all'asta dalla Cosmo S.p.A. per 5 milioni di Euro.

## Prodotti
L'azienda, nota particolarmente per i jeans, vende anche articoli sia casual che classici, ma con un taglio sempre sportivo e alla moda, adatti per le persone meno giovani da usarsi per impegni più formali.
Esistono diverse varianti dei jeans Rifle, chiamate Super Rifle, Golden Rifle e Royal Rifle.